# 河野製紙
河野製紙株式会社（かわのせいし）は、土佐和紙にルーツを持つ製紙会社。ティッシュペーパー・トイレットペーパーを製造している。

## 概要
明治創業の製紙会社で、本社は高知県。埼玉県にも工場がある。保湿ティッシュを世界で初めて発明し、特許を取得する。主にティッシュペーパーやトイレットペーパーなどの家庭紙の生産を行っている。

## 沿革
- 1892年（明治25年） - 創業、初代・河野栄三郎が伊野村にて手漉き業開所。大正10年のころには、二代目・冨助が庄屋橋近くの菊楽で職工19人を雇い、河野製紙工業という小規模なマニュファクチュアを経営。
- 1934年（昭和9年）4月 - 新工場を建設して抄紙機を導入し、機械化工場としてスタート。
- 1937年（昭和12年） - 一菱商店社長・小松徳太郎氏の話にヒントを得て、楮の繊維を短く処理してから機械漉きした新製品を開発。手漉きに比肩する紙質なのに安価であったため、全国で評判となる。
- 1955年（昭和30年）8月 - 河野製紙所 設立。
- 1961年（昭和36年）5月 - 河野製紙株式会社を設立。
- 1963年（昭和38年）6月 - 中小企業合理化モデル工場指定。
- 1968年（昭和43年）11月 - 埼玉工場竣工。
- 1975年（昭和50年）8月 - 河野矩久が社長に就任。
- 1977年（昭和52年）3月 - ノベルティ商品販社として 株式会社グリーンゲイブルス を設立。
- 1986年（昭和61年）11月 - 埼玉工場3号抄紙機稼動。
- 1988年（昭和63年）6月 - 埼玉工場JIS表示許可工場に指定。
- 1991年（平成3年）12月 - 保湿ペーパー技術の特許出願。
- 1992年（平成4年）5月 - 100周年記念式典。
- 1993年（平成5年）1月 - 世界初の保湿ペーパーを発売。
- 1995年（平成7年）9月 - 米国における保湿ペーパー技術の特許登録。
- 1996年（平成8年）2月 - 保湿ペーパーが 第11回 高知県地場産業大賞を受賞。
- 1999年（平成11年）10月 - 日本における保湿ペーパー技術の特許登録（河野製紙ウェブサイトによる）。
- 2011年（平成23年）11月 - 河野矩久(先代社長)が藍綬褒章を受賞。
- 2016年（平成28年）2月 - 第30回 高知県地場産業大賞「30周年記念賞」を受賞。

## 商品

### ティッシュペーパー
- こだわり保湿BOX
- ピーエイドシルク保湿BOX
- 保湿ペーパーアヴォンリー・キースBOX
- 保湿ペーパーアヴォンリー・キースポケット
- 保湿ペーパーアプローズBOX
- 保湿ペーパーアプローズポケット
- 保湿ペーパーパッチワーク
- こどもだって保湿ペーパーポケット
- 水に流せる3枚重ねBOX
- 水に流せる3枚重ねポケット
- ふんわりやわらか水に流せるポケット
- ふっくらやわらか贅沢3枚重ねBOX
- 花小紋ティシュBOX
- エリカコンパクトティシュBOX
- ヤラカミBOX
- キャラクター関連ティシュ

### トイレットペーパー
- こだわり保湿トイレット
- ピーエイドシルク保湿トイレット
- 保湿ペーパーアヴォンリー・キーストイレット
- 保湿ペーパートイレット
- 花小紋トイレット
- エア・エンボストイレット
- プレミアムシャワートイレット
- キャラクター関連トイレット

## 関連会社
- 株式会社グリーンゲイブルス（ノベルティ商品販社）